# Progressive soul
Il progressive soul (spesso abbreviato in prog-soul chiamato anche black prog, black rock e progressive R&B) è un tipo di musica afroamericana che utilizza un approccio progressivo, in particolare nel contesto dei generi soul e funk.

## Storia
Si è sviluppato alla fine degli anni '60 e all'inizio degli anni '70 attraverso le registrazioni di musicisti neri innovativi che hanno spinto i confini strutturali e stilistici di quei generi. Tra le loro influenze c'erano forme musicali che nascevano dalla trasformazione della musica rhythm and blues in rock, come la Motown, il rock progressivo, il soul psichedelico e il jazz fusion.
Il soul progressivo può presentare una gamma eclettica di influenze, provenienti sia da fonti africane che europee. Le caratteristiche musicali che si trovano comunemente nelle opere del genere sono le melodie tradizionali R&B, modelli vocali complessi, composizioni estese ritmicamente unificate, chitarra rock ambiziosa e tecniche strumentali prese in prestito dal jazz. Gli artisti prog-soul spesso scrivono canzoni attorno a concetti orientati all'album e argomenti socialmente consapevoli basati sull'esperienza afro-americana, sulla politica di sinistra e sul bohémien, a volte impiegando dispositivi tematici dell'afrofuturismo e della fantascienza. I loro testi, sebbene stimolanti, possono anche essere caratterizzati da ironia e umorismo.
L'originale movimento soul progressivo raggiunse l'apice negli anni '70 con le opere di Stevie Wonder, Marvin Gaye, Curtis Mayfield, Sly and the Family Stone, Parliament, Funkadelic e Earth, Wind & Fire, tra gli altri. Dagli anni '80, sia importanti artisti americani che britannici hanno registrato musica secondo la sua tradizione, tra cui Prince, Peter Gabriel, Sade, Bilal e Janelle Monáe. L'ondata neo soul della fine degli anni '90 e dell'inizio degli anni 2000, con il collettivo Soulquarians, è considerata uno sviluppo derivato del genere.
Verso la metà degli anni '50, il rhythm and blues stava passando dalle sue origini blues e jazzistiche basate sulle big band alle forme musicali che sarebbero state conosciute più ampiamente come musica rock.
Questa tendenza fu accelerata dall'esposizione dei giovani ascoltatori e musicisti bianchi alla musica afroamericana suonata da ambiziosi disc jockey nelle stazioni radiofoniche del Nord degli Stati Uniti.
Tuttavia, in parte in risposta alla gelosia tra gli artisti veterani e al pregiudizio in generale, le registrazioni dei primi anni del rock gravitavano generalmente verso una delle tre influenze stilistiche da cui il genere aveva avuto origine: R&B, country e pop.
A metà degli anni 70', nacquero diverse nuove forme musicali che diversificarono il rock. Tra queste c'era il suono Motown della Motown Records di Detroit, che pubblicava produzioni più raffinate e raffinate, distinte da altre forme di rock orientate al R&B.
Lo studioso di musica Bill Martin fa risalire le origini del progressive soul alla Motown e a Ray Charles e James Brown, le cui registrazioni risalgono complessivamente agli anni 50', mentre lo scrittore di jazz Rob Backus cita un primo esempio nella canzone "Keep On Pushing" degli Impressions del 1964.
Il rock progressivo, un altro sottogenere emergente, utilizzava una gamma eclettica di elementi, come la strumentazione esotica proveniente dalla musica classica e dal folk, insieme a concetti lirici altamente sviluppati composti in opere lunghe come un album. Questa tendenza enfatizzò il formato dell'album rispetto al singolo e raggiunse la cultura mainstream con l'album Sgt. Pepper's Lonely Hearts Club Band dei Beatles del 1967. Contemporaneamente, il rock psichedelico utilizzò innovazioni elettroniche con un suono più duro, destinato principalmente a indurre o migliorare la coscienza dell'ascoltatore piuttosto che al rilassamento, al ballo o all'ascolto analitico.